# Müddersheim
Müddersheim is een plaats in de Duitse gemeente Vettweiß, deelstaat Noordrijn-Westfalen, en telt 769 inwoners (2007).